# Tour de l'Avenir 2008
Il Tour de l'Avenir 2008, quarantacinquesima edizione della corsa e valido per la Coppa delle Nazioni U23 UCI, iniziò il 5 settembre 2008 a Châlette-sur-Loing e si concluse il 14 settembre a Mirepoix, in Francia. La vittoria finale andò al belga Jan Bakelants, davanti al portoghese Rui Alberto Faria da Costa e al francese Arnold Jeannesson.
Bakelants, già trionfatore quell'anno alla Liegi-Bastogne-Liegi Under-23, vinse una tappa, mantenne la maglia di leader per cinque giorni e concluse i 1 408 km della corsa con il tempo di 36h44'59", alla media di 38,309 km/h.

## Tappe
| Tappa  | Data         | Percorso                                              | km    | Vincitore di tappa    | Leader cl. generale |
| ------ | ------------ | ----------------------------------------------------- | ----- | --------------------- | ------------------- |
| Prol.  | 5 settembre  | Châlette-sur-Loing (cron. individuale)                | 7,5   | Andrey Amador         | Andrey Amador       |
| 1ª     | 6 settembre  | Châlette-sur-Loing > Avallon                          | 131   | Dmitrij Kosjakov      | Dmitrij Kosjakov    |
| 2ª     | 7 settembre  | Vézelay > Commentry                                   | 195,5 | Coen Vermeltfoort     | Dmitrij Kosjakov    |
| 3ª     | 8 settembre  | Néris-les-Bains > Saint-Symphorien-sur-Coise          | 207   | Dominic Klemme        | Ben Hermans         |
| 4ª     | 9 settembre  | Saint-Symphorien-sur-Coise > Saint-Flour              | 181,5 | Ricardo van der Velde | Peter Stetina       |
| 5ª     | 10 settembre | Saint-Flour > Carmaux                                 | 207   | Jan Bakelants         | Jan Bakelants       |
| 6ª     | 11 settembre | Blaye-les-Mines > Blaye-les-Mines (cron. individuale) | 21    | Rein Taaramäe         | Jan Bakelants       |
| 7ª     | 12 settembre | Saint-Juéry > Revel (Saint-Ferréol)                   | 140,5 | Dominic Klemme        | Jan Bakelants       |
| 8ª     | 13 settembre | Revel > Guzet                                         | 155,5 | Arnold Jeannesson     | Jan Bakelants       |
| 9ª     | 14 settembre | Seix > Mirepoix                                       | 151,5 | Tejay van Garderen    | Jan Bakelants       |
| Totale | Totale       | Totale                                                | 1 408 |                       |                     |

## Squadre e corridori partecipanti
Al Tour de l'Avenir 2008 parteciparono 19 squadre, 17 nazionali (una doppia per la Francia) e una mista, in rappresentanza del Centre Mondial du Cyclisme di Aigle. Ogni nazionale era composto da sei corridori, eccetto quelli di Slovenia e Lettonia, con cinque, per un totale di 111 ciclisti al via.
| N.    | Cod. | Squadra     |
| ----- | ---- | ----------- |
| 1-6   | POR  | Portogallo  |
| 11-16 | ITA  | Italia      |
| 21-26 | FRA  | Francia A   |
| 31-36 | DAN  | Danimarca   |
| 41-46 | GER  | Germania    |
| 51-55 | SLO  | Slovenia    |
| 61-66 | RUS  | Russia      |
| 71-76 | BEL  | Belgio      |
| 81-86 | UKR  | Ucraina     |
| 91-96 | NED  | Paesi Bassi |

| N.      | Cod. | Squadra       |
| ------- | ---- | ------------- |
| 101-106 | EST  | Estonia       |
| 111-115 | LVA  | Lettonia      |
| 121-126 | POL  | Germania      |
| 131-136 | CAN  | Canada        |
| 141-146 | USA  | Stati Uniti   |
| 151-156 | LUX  | Lussemburgo   |
| 161-166 | SUI  | Svizzera      |
| 171-176 | MIX  | Squadra mista |
| 181-186 | FRB  | Francia B     |

## Dettagli tappa per tappa

### Prologo
- 5 settembre: Châlette-sur-Loing – Cronometro individuale – 7,5 km

Risultati
| Pos. | Corridore       | Squadra       | Tempo |
| ---- | --------------- | ------------- | ----- |
| 1    | Andrey Amador   | Squadra mista | 9'20" |
| 2    | Kristijan Koren | Slovenia      | a 7"  |
| 3    | Sergej Fuchs    | Germania      | a 11" |

| Pos. | Corridore       | Squadra       | Tempo |
| ---- | --------------- | ------------- | ----- |
| 1    | Andrey Amador   | Squadra mista | 9'20" |
| 2    | Kristijan Koren | Slovenia      | a 7"  |
| 3    | Sergej Fuchs    | Germania      | a 11" |

### 1ª tappa
- 6 settembre: Châlette-sur-Loing > Avallon – 131 km

Risultati
| Pos. | Corridore        | Squadra   | Tempo    |
| ---- | ---------------- | --------- | -------- |
| 1    | Dmitrij Kosjakov | Russia    | 3h23'09" |
| 2    | Jonathan Thire   | Francia B | a 16"    |
| 3    | Maciej Paterski  | Polonia   | a 1'55"  |

| Pos. | Corridore        | Squadra       | Tempo    |
| ---- | ---------------- | ------------- | -------- |
| 1    | Dmitrij Kosjakov | Russia        | 3h32'38" |
| 2    | Jonathan Thire   | Francia B     | a 49"    |
| 3    | Andrey Amador    | Squadra mista | a 1'46"  |

### 2ª tappa
- 7 settembre: Vézelay > Commentry – 195,5 km

Risultati
| Pos. | Corridore         | Squadra     | Tempo    |
| ---- | ----------------- | ----------- | -------- |
| 1    | Coen Vermeltfoort | Paesi Bassi | 4h59'48" |
| 2    | Maciej Paterski   | Polonia     | s.t.     |
| 3    | Damiano Caruso    | Italia      | s.t.     |

| Pos. | Corridore        | Squadra       | Tempo    |
| ---- | ---------------- | ------------- | -------- |
| 1    | Dmitrij Kosjakov | Russia        | 8h32'26" |
| 2    | Jonathan Thire   | Francia       | a 49"    |
| 3    | Andrey Amador    | Squadra mista | a 1'46"  |

### 3ª tappa
- 8 settembre: Néris-les-Bains > Saint-Symphorien-sur-Coise – 207 km

Risultati
| Pos. | Corridore       | Squadra  | Tempo    |
| ---- | --------------- | -------- | -------- |
| 1    | Dominic Klemme  | Germania | 5h29'27" |
| 2    | Ben Hermans     | Belgio   | a 2"     |
| 3    | Stefano Pirazzi | Italia   | a 8"     |

| Pos. | Corridore      | Squadra   | Tempo     |
| ---- | -------------- | --------- | --------- |
| 1    | Ben Hermans    | Belgio    | 14h03'57" |
| 2    | Dominic Klemme | Germania  | a 1"      |
| 3    | Jérôme Coppel  | Francia A | a 12"     |

### 4ª tappa
- 9 settembre: Saint-Symphorien-sur-Coise > Saint-Flour – 181,5 km

Risultati
| Pos. | Corridore             | Squadra     | Tempo    |
| ---- | --------------------- | ----------- | -------- |
| 1    | Ricardo van der Velde | Paesi Bassi | 5h02'11" |
| 2    | Matteo Busato         | Italia      | s.t.     |
| 3    | Cyril Bessy           | Francia B   | a 11"    |

| Pos. | Corridore     | Squadra     | Tempo     |
| ---- | ------------- | ----------- | --------- |
| 1    | Peter Stetina | Stati Uniti | 19h07'09" |
| 2    | Jérôme Coppel | Francia A   | a 2'27"   |
| 3    | Ben Hermans   | Belgio      | a 2'33"   |

### 5ª tappa
- 10 settembre: Saint-Flour > Carmaux – 207 km

Risultati
| Pos. | Corridore       | Squadra       | Tempo    |
| ---- | --------------- | ------------- | -------- |
| 1    | Jan Bakelants   | Belgio        | 5h47'18" |
| 2    | Mitchell Docker | Squadra mista | a 3'10"  |
| 3    | Maciej Paterski | Polonia       | s.t.     |

| Pos. | Corridore          | Squadra     | Tempo     |
| ---- | ------------------ | ----------- | --------- |
| 1    | Jan Bakelants      | Belgio      | 24h57'48" |
| 2    | Peter Stetina      | Stati Uniti | a 1'07"   |
| 3    | Tejay van Garderen | Stati Uniti | a 3'21"   |

### 6ª tappa
- 11 settembre: Blaye-les-Mines > Blaye-les-Mines – Cronometro individuale – 21 km

Risultati
| Pos. | Corridore     | Squadra    | Tempo  |
| ---- | ------------- | ---------- | ------ |
| 1    | Rein Taaramäe | Estonia    | 29'13" |
| 2    | Jérôme Coppel | Francia A  | a 4"   |
| 3    | Rui Costa     | Portogallo | a 11"  |

| Pos. | Corridore     | Squadra     | Tempo     |
| ---- | ------------- | ----------- | --------- |
| 1    | Jan Bakelants | Belgio      | 25h27'35" |
| 2    | Peter Stetina | Stati Uniti | a 1'39"   |
| 3    | Jérôme Coppel | Francia     | a 3'04"   |

### 7ª tappa
- 12 settembre: Saint-Juéry > Revel (Saint-Ferréol) – 140,5 km

Risultati
| Pos. | Corridore        | Squadra       | Tempo    |
| ---- | ---------------- | ------------- | -------- |
| 1    | Dominic Klemme   | Germania      | 3h18'27" |
| 2    | Andrey Amador    | Squadra mista | a 11"    |
| 3    | Dmitrij Kosjakov | Russia        | s.t.     |

| Pos. | Corridore     | Squadra     | Tempo     |
| ---- | ------------- | ----------- | --------- |
| 1    | Jan Bakelants | Belgio      | 28h46'42" |
| 2    | Peter Stetina | Stati Uniti | a 1'39"   |
| 3    | Jérôme Coppel | Francia A   | a 2'35"   |

### 8ª tappa
- 13 settembre: Revel > Guzet – 155,5 km

Risultati
| Pos. | Corridore         | Squadra    | Tempo    |
| ---- | ----------------- | ---------- | -------- |
| 1    | Arnold Jeannesson | Francia A  | 4h29'05" |
| 2    | Aleksej Kunšin    | Russia     | a 1'04"  |
| 3    | Rui Costa         | Portogallo | a 1'06"  |

| Pos. | Corridore         | Squadra    | Tempo     |
| ---- | ----------------- | ---------- | --------- |
| 1    | Jan Bakelants     | Belgio     | 33h19'33" |
| 2    | Rui Costa         | Portogallo | a 36"     |
| 3    | Arnold Jeannesson | Francia A  | a 42"     |

### 9ª tappa
- 14 settembre: Seix > Mirepoix – 151,5 km

Risultati
| Pos. | Corridore          | Squadra     | Tempo    |
| ---- | ------------------ | ----------- | -------- |
| 1    | Tejay van Garderen | Stati Uniti | 3h25'14" |
| 2    | Michel Kreder      | Paesi Bassi | a 12"    |
| 3    | Damiano Caruso     | Italia      | s.t.     |

| Pos. | Corridore         | Squadra    | Tempo     |
| ---- | ----------------- | ---------- | --------- |
| 1    | Jan Bakelants     | Belgio     | 36h44'59" |
| 2    | Rui Costa         | Portogallo | a 36"     |
| 3    | Arnold Jeannesson | Francia A  | a 42"     |

## Evoluzione delle classifiche
| Tappa              | Vincitore             | Classifica generale Maglia gialla | Classifica a punti Maglia verde | Classifica scalatori Maglia a pois | Classifica a squadre Numero giallo |
| ------------------ | --------------------- | --------------------------------- | ------------------------------- | ---------------------------------- | ---------------------------------- |
| Prologo            | Andrey Amador         | Andrey Amador                     | Andrey Amador                   | Non assegnata                      | Squadra mista                      |
| 1ª                 | Dmitrij Kosjakov      | Dmitrij Kosjakov                  | Dmitrij Kosjakov                | Jonathan Thire                     | Russia                             |
| 2ª                 | Coen Vermeltfoort     | Dmitrij Kosjakov                  | Maciej Paterski                 | Alessandro Trotta                  | Russia                             |
| 3ª                 | Dominic Klemme        | Ben Hermans                       | Maciej Paterski                 | Jonathan Thire                     | Germania                           |
| 4ª                 | Ricardo van der Velde | Peter Stetina                     | Matteo Busato                   | Ricardo van der Velde              | Italia                             |
| 5ª                 | Jan Bakelants         | Jan Bakelants                     | Maciej Paterski                 | Jan Bakelants                      | Belgio                             |
| 6ª                 | Rein Taaramäe         | Jan Bakelants                     | Maciej Paterski                 | Jan Bakelants                      | Belgio                             |
| 7ª                 | Dominic Klemme        | Jan Bakelants                     | Maciej Paterski                 | Patrick Gretsch                    | Squadra mista                      |
| 8ª                 | Arnold Jeannesson     | Jan Bakelants                     | Maciej Paterski                 | Arnold Jeannesson                  | Francia A                          |
| 9ª                 | Tejay van Garderen    | Jan Bakelants                     | Maciej Paterski                 | Arnold Jeannesson                  | Francia A                          |
| Classifiche finali | Classifiche finali    | Jan Bakelants                     | Maciej Paterski                 | Arnold Jeannesson                  | Francia A                          |

Maglie indossate da altri ciclisti in caso di due o più maglie vinte
- All'indomani del prologo Kristijan Koren ha indossato la maglia verde al posto di Andrey Amador.
- All'indomani della 1ª tappa Jonathan Thire ha indossato la maglia verde al posto di Dmitrij Kosjakov.
- All'indomani della 5ª e della 6ª tappa Patrick Gretsch ha indossato la maglia a pois al posto di Jan Bakelants.

## Classifiche finali

### Classifica generale - Maglia gialla
| Pos. | Corridore          | Squadra       | Tempo     |
| ---- | ------------------ | ------------- | --------- |
| 1    | Jan Bakelants      | Belgio        | 36h44'59" |
| 2    | Rui Costa          | Portogallo    | a 36"     |
| 3    | Arnold Jeannesson  | Francia A     | a 42"     |
| 4    | Jérôme Coppel      | Francia A     | a 1'36"   |
| 5    | Andrey Amador      | Squadra mista | a 1'57"   |
| 6    | Marcel Wyss        | Svizzera      | a 2'06"   |
| 7    | Jarlinson Pantano  | Squadra mista | a 2'25"   |
| 8    | Tejay van Garderen | Stati Uniti   | a 3'13"   |
| 9    | Damiano Caruso     | Italia        | a 3'59"   |
| 10   | Peter Stetina      | Stati Uniti   | a 4'22"   |

### Classifica a punti - Maglia verde
| Pos. | Corridore       | Squadra       | Punti |
| ---- | --------------- | ------------- | ----- |
| 1    | Maciej Paterski | Polonia       | 113   |
| 2    | Matteo Busato   | Italia        | 101   |
| 3    | Andrey Amador   | Squadra mista | 96    |
| 4    | Simon Geschke   | Germania      | 81    |
| 5    | Rui Costa       | Portogallo    | 77    |

### Classifica scalatori - Maglia a pois
| Pos. | Corridore             | Squadra     | Punti |
| ---- | --------------------- | ----------- | ----- |
| 1    | Arnold Jeannesson     | Francia A   | 55    |
| 2    | Jan Bakelants         | Belgio      | 50    |
| 3    | Patrick Gretsch       | Germania    | 48    |
| 4    | Ricardo van der Velde | Paesi Bassi | 43    |
| 5    | Marcel Wyss           | Svizzera    | 35    |

### Classifica a squadre - Numero giallo
| Pos. | Squadra       | Tempo      |
| ---- | ------------- | ---------- |
| 1    | Francia A     | 110h22'41" |
| 2    | Stati Uniti   | a 6'47"    |
| 3    | Squadra mista | a 21'47"   |
| 4    | Russia        | a 22'30"   |
| 5    | Germania      | a 26'49"   |